# Chopaka Indian Reserve 7 & 8
Chopaka Indian Reserve 7 & 8 är ett reservat i Kanada.   Det ligger i provinsen British Columbia, i den södra delen av landet, 3 300 km väster om huvudstaden Ottawa.
Trakten runt Chopaka Indian Reserve 7 & 8 består i huvudsak av gräsmarker. Runt Chopaka Indian Reserve 7 & 8 är det mycket glesbefolkat, med 2 invånare per kvadratkilometer.